# Saskia Lang
Saskia Lang (født 19. December 1986 i Lörrach) er en tysk håndboldspiller, som spiller for den tyske håndboldklub Thüringer HC og det tyske landshold.